# Mona Juul

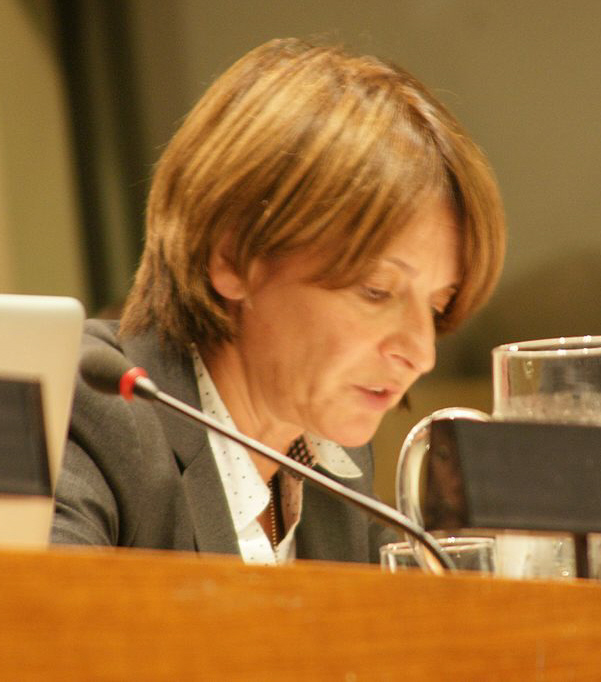
Mona Juul (2009)

Mona Juul (* 10. April 1959 in Steinkjer, Trøndelag) ist eine norwegische Diplomatin. Sie ist ständige Vertreterin ihres Landes bei den Vereinten Nationen und war von 2019 bis 2020 ein Jahr lang Präsidentin des Wirtschafts- und Sozialrates der Vereinten Nationen (ECOSOC).

## Herkunft und Ausbildung
Sie stammt aus dem mittelnorwegischen Ort Sparbu, der heute ein Ortsteil von Steinkjer ist. Sie studierte an der Universität Oslo Politikwissenschaft und schloss mit einem M.A. ab.

## Karriere

### Der Oslo-Prozess
In den frühen 1990er Jahren spielte Juul zusammen mit ihrem Ehemann Terje Rød-Larsen eine Schlüsselrolle im sogenannten Oslo-Friedensprozess, der schließlich in Vereinbarungen im Nahost-Konflikt mündete. Die Geheimverhandlungen wurden im Wesentlichen durch Juul und ihren Mann vorbereitet und geleitet. Am 13. September 1993 wurde in Washington, D.C. erstmals eine Vereinbarung zwischen Israel und der Palästinensischen Befreiungsorganisation (PLO) geschlossen.
Juul und das übrige Moderatorenteam konzentrierten sich auf den Konflikt zwischen Israel und der PLO, ausgehend von der Erkenntnis, dass ein Friedensabkommen nur durch die Konfliktparteien entwickelt werden kann und dass eine Vermittlergruppe diesen Prozess vor allem durch günstige Verhandlungsmodalitäten unterstützen kann.

### Tätigkeit als Botschafterin
Im ersten Kabinett von Jens Stoltenberg von 2000 bis 2001 war Juul als Vertreterin der sozialdemokratischen Arbeiderpartiet Staatssekretärin im norwegischen Außenministerium. Von 2001 bis 2004 diente sie als Botschafterin in Israel. Ab 2005 war sie stellvertretende Direktorin und Botschafterin der norwegischen Delegation bei den Vereinten Nationen in New York City. Sie erweckte Aufsehen, als eine Aussage, in der sie dem damaligen UN-Generalsekretär Ban Ki-Moon Führungseigenschaften absprach, an die Presse geleakt wurde. Am 1. September 2014 wurde sie Nachfolgerin von Kim Traavik als Botschafterin in Großbritannien.

### Tätigkeit bei den Vereinten Nationen
Am 14. Januar 2019 wurde Juul Nachfolgerin von Tore Hattrem als ständige Vertreterin Norwegens bei den Vereinten Nationen. Am 25. Juli 2019 löste sie Inga Rhonda King als Präsidentin des Wirtschafts- und Sozialrates der Vereinten Nationen ab. Am 23. Juli 2020 gab sie dieses Amt an den Pakistani Munir Akram weiter.

## Auszeichnungen
1994 erhielt sie zusammen mit ihrem Ehemann Terje Rød-Larsen den Peer-Gynt-Preis des norwegischen Parlamentes. Im Jahr 1999 folgte für das Ehepaar eine Sonderauszeichnung des Peres Center for Peace. Juul zahlte 2002 ihr Preisgeld an die Stiftung zurück, nachdem bekannt wurde, dass sie dem Außenministerium das Preisgeld verschwiegen hatte und der Kontrollausschuss des Stortings aktiv worden war.

## Privates
Juul und ihr Ehemann haben zwei Kinder, Emma und Edvard.

## Rezeption
2016 wurde am Broadway ein Theaterstück Oslo des bekannten New Yorker Dramatikers J. T. Rogers aufgeführt, in dem die außergewöhnliche Rolle des Paares und ihres Teams thematisiert wurde, die durch den Einsatz von Kommunikationstechniken wie Back-Channel den Verhandlungsprozess mehrmals vor dem Scheitern bewahrten.
Im Mai 2021 veröffentlichte der Fernsehsender HBO den Film Oslo, der auf dem Theaterstück von Rogers basiert. Die Regie bei Oslo führte Bartlett Sher. Mona Juul wurde von Ruth Wilson dargestellt, ihren Ehemann Terje Rød-Larsen spielte Andrew Scott.